# Asamblea General Constituyente y Legislativa del Estado Oriental del Uruguay

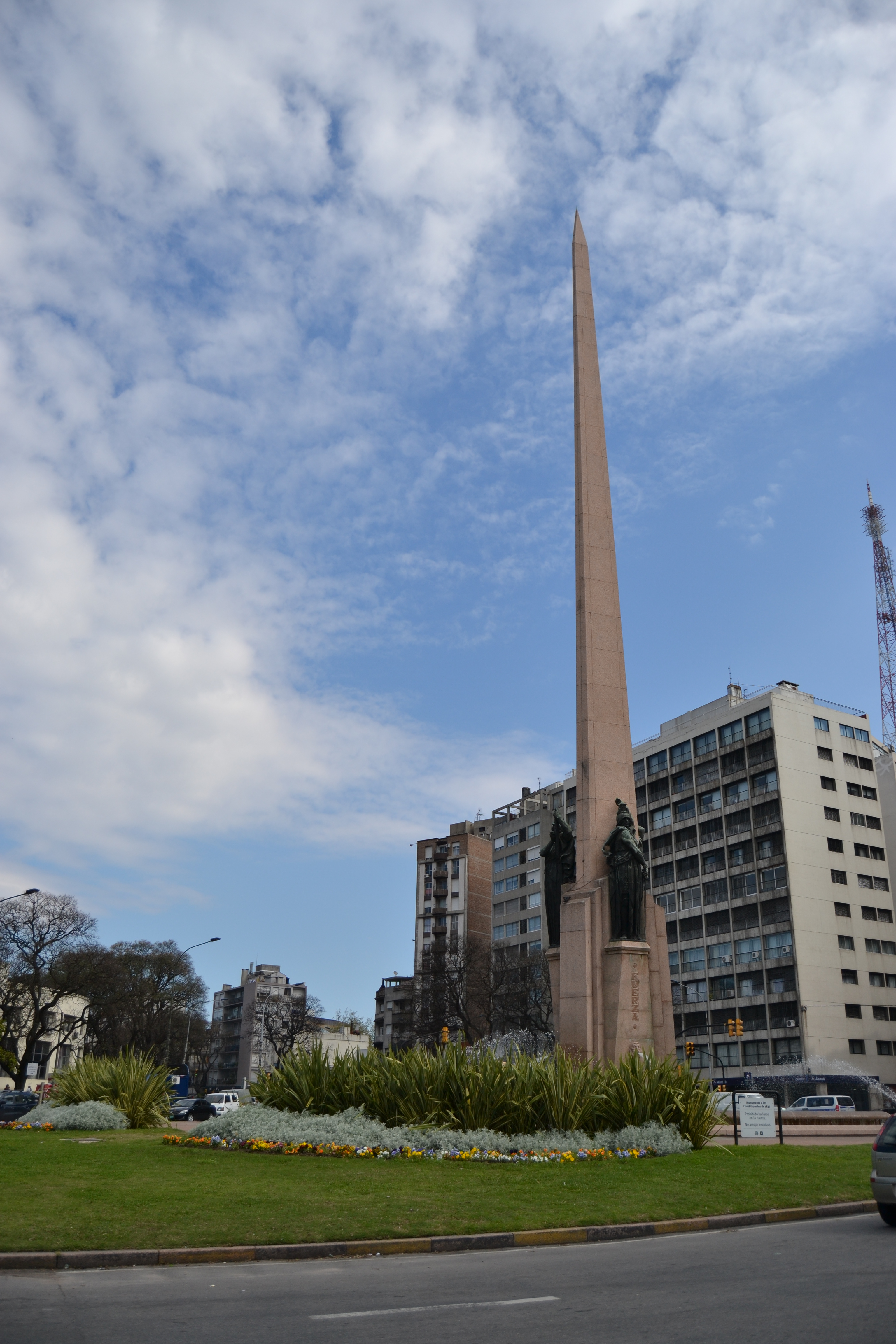
Obelisco a los Constituyentes, Montevideo.

La Asamblea General Constituyente y Legislativa del Estado Oriental del Uruguay fue un órgano colegiado integrado por representantes de los pueblos de la Provincia Oriental que tuvo por cometido principal la redacción de la Constitución de Uruguay de 1830. Además, hizo las veces de órgano legislativo desde la independencia hasta la instalación del primer parlamento uruguayo el 10 de octubre de 1830.

## Antecedentes
Originalmente, por iniciativa de Juan Antonio Lavalleja del 26 de julio de 1828, estaba previsto que el pueblo de la Provincia Oriental del Río de la Plata eligiera una asamblea con funciones legislativas y, para ello, convocó a todos los pueblos y villas de la Banda Oriental para que minando la guerra entre ellos y reconociendo la independencia de Uruguay, documento que quedó ratificado en Montevideo el 4 de octubre de 1828.

## Actuación de la Asamblea
El 25 de octubre de 1828 se convocó a los vecinos de Montevideo para que eligieran el Cuerpo Electoral. Las elecciones de representantes para la Honorable Junta de la Provincia se realizaron el 28 de octubre. El 22 de noviembre comenzaron las reuniones en San José de Mayo. El 24 de noviembre la Honorable Junta de la Provincia pasó a denominarse "Asamblea General Constituyente y Legislativa del Estado". El 1 de diciembre José Rondeau fue elegido Gobernador Provisorio. Por 20 días lo subrogó interinamente Joaquín Suárez. El 6 de diciembre la Asamblea discutió sobre las características del pabellón del Estado Oriental. El 13 de diciembre, luego del retiro de las tropas brasileñas que ocupaban Montevideo, el gobernador interino, Joaquín Suárez, proclamó públicamente la independencia del “Estado de Montevideo”, decretando el fin de la vigencia de todas las autoridades extranjeras.
El 17 de diciembre la Asamblea pasó a reunirse en la Villa de Nuestra Señora de Guadalupe, actual Canelones. El 18 de diciembre se aprobó la primera ley del Pabellón del Estado. El 22 de diciembre asumió Rondeau como Gobernador. Se nombró a Juan Francisco Giró como Ministro de Gobierno, Relaciones Exteriores y encargado del despacho de Hacienda y Guerra. El 26 de diciembre se designó a Eugenio Garzón como Ministro de Guerra.
El 8 de enero de 1829 se nombró a Joaquín A. Núñez como Ministro de Hacienda. El 15 de febrero se entrevistaron en Montevideo Rondeau y Fructuoso Rivera. Como consecuencia de la reunión, Rivera fue designado Jefe del Estado Mayor del Ejército. El 16 de febrero las reuniones de la Asamblea pasaron a desarrollarse en la iglesia del barrio de la Aguada de Montevideo. El 9 de marzo la Comisión de Constitución presentó el proyecto de Constitución. El 11 de marzo  la Asamblea recibió de Rondeau y de su Ministro Garzón, un proyecto de ley para la creación de una fuerza naval para la Provincia. El 19 de marzo se aprobó la ley de creación del Escudo de Armas del Estado. El 8 de abril se comenzó a discutir el Reglamento Provisorio sobre Administración de Justicia. 
A partir del 22 de abril la Asamblea pasó a reunirse en la Casa Consistorial de Montevideo. El 28 de abril se aprobó una ley por la que se indemnizó con 4 sueldos a los jefes, oficiales y soldados que habiendo participado en la guerra contra el Brasil hubiesen sido prisioneros. El 6 de mayo se iniciaron las discusiones sobre un proyecto de Constitución, en cuya redacción colaboraron miembros de la Asamblea. El 12 de agosto se aprobó el Reglamento Provisorio de la Administración de Justicia. El 14 de agosto Ignacio Oribe fue nombrado por el gobernador en el cargo de Jefe de Policía de Montevideo, cargo de reciente creación. El 18 de agosto se terminó la discusión del texto de la Constitución y se acordó aceptar propuestas sólo para mejorarla antes de su publicación.
El 28 de agosto se clausuraron las reuniones constituyentes de la Asamblea. El 29 de agosto Rivera fue nombrado Ministro Universal con responsabilidad sobre todas las carteras. Juan Antonio Lavalleja pasó a ser el Jefe del estado Mayor del Ejército, cargo dejado por Rivera. El 1 de septiembre se procedió a la lectura de cada artículo de la nueva Constitución, que tuvo 8 puntos controvertidos. El 2 de septiembre Lucas José Obes fue nombrado fiscal general del Estado. El 10 de septiembre se aprobó, se firmó por los Constituyentes y se mandó imprimir el texto de la nueva Constitución.
El 29 de septiembre, en cumplimiento del artículo 7.º de la Convención Preliminar de Paz, el proyecto de Constitución fue sometido a examen de los gobiernos de Brasil y Buenos Aires. Nicolás Herrera y Santiago Vázquez fueron designados representantes orientales ante los gobiernos vecinos. El 25 de octubre Vázquez llegó a Buenos Aires y el 1 de diciembre Herrera llegó a Río de Janeiro.
El 18 de enero de 1830 Rivera fue nombrado comandante general de la Campaña. El 22 de enero se votó la ley ampliatoria sobre abolición del tráfico de esclavos. El 9 de febrero se suprimieron en ciudades y pueblos las comandancias militares. El 1 de abril se votó la ley sobre elecciones para Representantes, Senadores y miembros de las Juntas Económico-Administrativas. El 17 de abril renunció Rondeau como Gobernador Provisorio y se propuso a Lavalleja para el cargo. El 25 de abril la Asamblea ratificó a Lavalleja como Gobernador Provisorio. El 28 de abril se organizaron las milicias del Estado.
El 26 de mayo los comisionados-representantes de Buenos Aires y de Brasil se reunieron en Río de Janeiro para aprobar el texto constitucional del Estado Oriental. El 2 de junio Rivera se insubordinó contra el Gobierno y Lavalleja lo separó de "todo mando, comisión o representación pública en el Estado". El 26 de junio la Asamblea hizo público el texto de la Constitución del Estado Oriental y aprobó que el 18 de julio se jurase por las autoridades de gobierno, militares, civiles y religiosas. El 30 de junio se dio a conocer un manifiesto de la Asamblea a los pueblos que representaba.
El 12 de julio se aprobó la segunda ley del pabellón nacional, modificativa de la de 1828. El 13 de julio Lavalleja dictó un decreto fijando los detalles a cumplirse durante la ceremonia de Jura de la Constitución. El 14 de julio se dictó una ley que ratificó la pensión vitalicia para cada uno de los integrantes de la Cruzada Libertadora del 19 de abril de 1825. El 18 de julio se juró la primera Constitución.

## Integración

### Integración inicial
Los delegados a la misma fueron elegidos a fines de 1828 y la Asamblea se instaló en San José de Mayo el 22 de noviembre de 1828. Estaba integrada por 28 miembros, que representaban a los entonces 9 departamentos del país:
| Nombre                    | Departamento            |
| ------------------------- | ----------------------- |
| Pedro Berro               | Montevideo y extramuros |
| Silvestre Blanco          | Montevideo y extramuros |
| Cristóbal Echevarriarza   | Montevideo y extramuros |
| José Longinos Ellauri     | Montevideo y extramuros |
| Jaime Zudáñez             | Montevideo y extramuros |
| Ramón Massini             | Montevideo y extramuros |
| Luis Lamas                | Montevideo y extramuros |
| Eufemio Masculino         | Montevideo y extramuros |
| Gabriel Antonio Pereira   | Canelones               |
| Alejandro Chucarro        | Canelones               |
| Lorenzo Antonio Fernández | Canelones               |
| Atanasio Lapido           | Canelones               |
| Manuel Calleros           | San José                |
| Feliciano Rodríguez       | Canelones               |
| José Vázquez Ledesma      | San José                |
| Joaquín Suárez            | Soriano                 |
| Juan Pablo Laguna         | Soriano                 |
| Lázaro Gadea              | Soriano                 |
| Santiago Sayago           | Soriano                 |
| Luis Bernardo Cavia       | Soriano                 |
| Antonino Domingo Costa    | Paysandú                |
| Manuel Haedo              | Paysandú                |
| José A. Ramírez           | Durazno                 |
| Juan Francisco Giró       | Maldonado               |
| José Antonio Zuvillaga    | Maldonado               |
| José Trápani              | Maldonado               |
| José L. Osorio            | Maldonado               |
| Cipriano Payán            | Cerro Largo             |

### Incorporaciones posteriores
Pero el Cuerpo debía tener cuarenta integrantes, de acuerdo a lo dispuesto por el decreto de Juan Antonio Lavalleja del 26 de julio de 1828. Entre el 26 de noviembre y el 1 de enero de 1829 se incorporaron a la Asamblea sus doce miembros restantes:
| Nombre                         | Departamento |
| ------------------------------ | ------------ |
| Francisco J. Muñoz             | Canelones    |
| Julián Álvarez                 | San José     |
| Manuel Barreiro                | San José     |
| Solano García                  | Paysandú     |
| Nicolás Guerra                 | Paysandú     |
| Manuel Calleros                | Paysandú     |
| Manuel Pagola                  | Durazno      |
| Joaquín Antonio Núñez          | Maldonado    |
| José Basilio Pereira de la Luz | Cerro Largo  |
| Miguel Barreiro                | Colonia      |
| Juan Benito Blanco             | Colonia      |
| Pablo Zufriategui              | Colonia      |

### Integrantes sustitutos
Posteriormente, por renuncia de algunos constituyentes o por haber pasado otros a desempeñar otras funciones, ingresaron también a la Asamblea:
| Nombre                           | Departamento            |
| -------------------------------- | ----------------------- |
| Francisco Solano Antuña          | Montevideo y extramuros |
| Lorenzo Justiniano Pérez         | Montevideo y extramuros |
| Francisco Antonino Vidal Gosende | Canelones               |
| Roque Graseras                   | Canelones               |
| Pedro Pablo de la Sierra         | Maldonado               |
| Santiago Vázquez                 | Maldonado               |
| Francisco Llambí                 | Colonia                 |
| Agustín Urtubey                  | Colonia                 |
| Francisco García Cortinas        | Soriano                 |
| Juan María Pérez                 | San José                |
| Tomás Diago                      | San José                |

## Epílogo
El trabajo de la Comisión fue presentado a la Asamblea el 6 de mayo de 1829 y aprobado por la misma el 10 de septiembre del mismo año. El 18 de julio de 1830, el pueblo oriental juró solemnemente su primera Constitución. Como consecuencia de la entrada en vigencia de la misma, se disolvió la Asamblea y pasó a funcionar el parlamento bicameral existente hasta el día de hoy.
El Obelisco a los Constituyentes, ubicado en la intersección de Bulevar Artigas y la avenida 18 de Julio, homenajea a los autores de la primera Carta Magna uruguaya.